# Glazura (budownictwo)
Glazura – cienka powłoka ze szkliwa nakładana na wyroby ceramiczne dla nadania im walorów dekoracyjnych, trwałości i zabezpieczenia przed przenikaniem wody. Stosowana do pokrywania płytek ceramicznych, cegieł, dachówek, kafli piecowych, naczyń itp. Glazura nadaje przedmiotom większą gładkość, połysk i kolor.